# Archaegladiopsophycidae
Archaegladiopsophycidae, podrazred alga kremenjašica, dio razreda Coscinodiscophyceae. Sastoji se od tri reda sa 74 vrste

## Redovi
1. Archaegladiopsidales Nikolaev & Harwood
2. Gladiales Nikolaev & Harwood
3. Stephanopyxales Nikolaev

## Drugi projekti
|  | Zajednički poslužitelj ima još gradiva o temi Archaegladiopsophycidae |
|  | Wikivrste imaju podatke o taksonu Archaegladiopsophycidae             |